# Neesia malayana
Neesia malayana är en malvaväxtart som beskrevs av Bakh.. Neesia malayana ingår i släktet Neesia och familjen malvaväxter. Inga underarter finns listade i Catalogue of Life.

## Bildgalleri

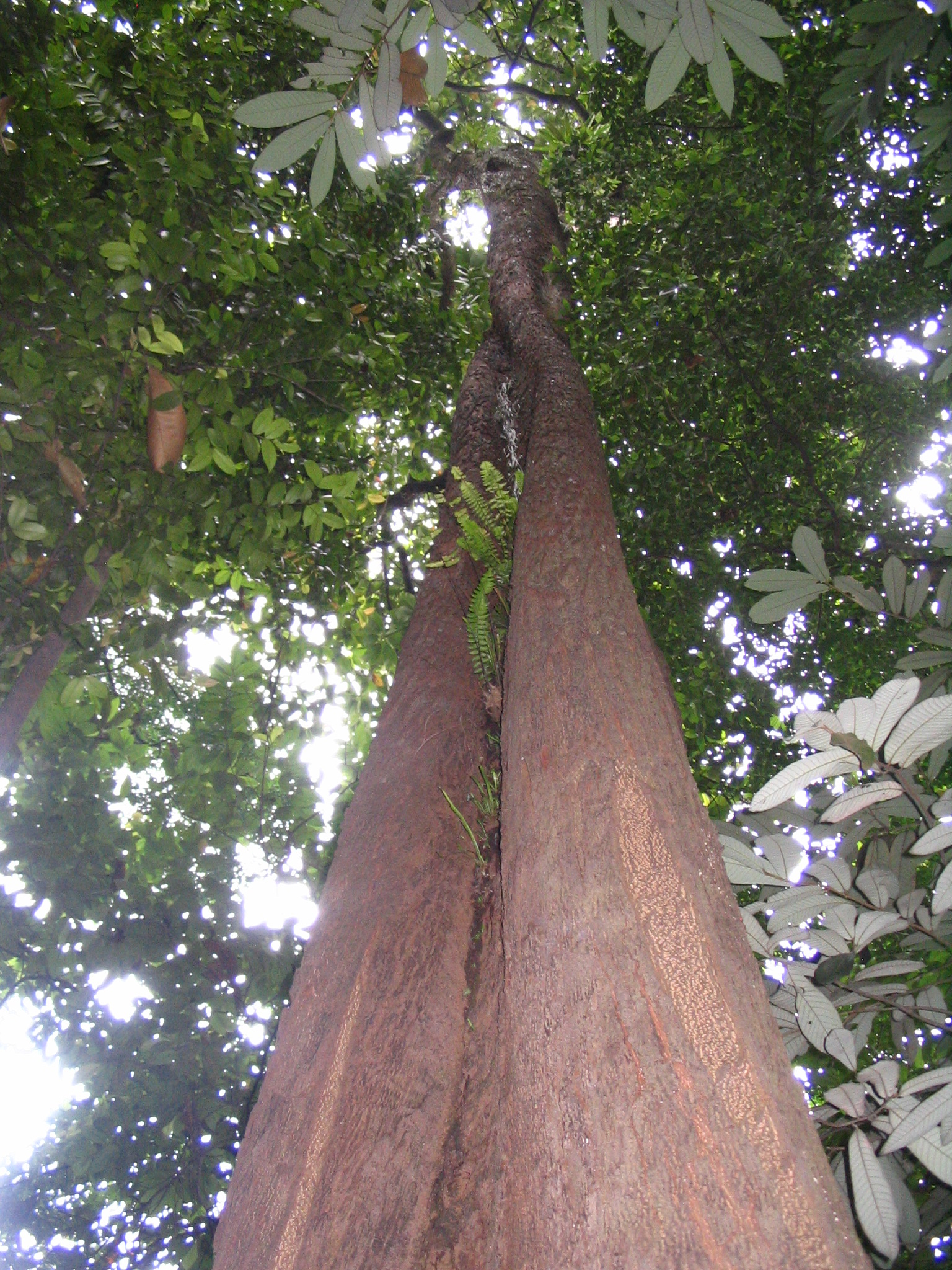